# Oktay Aslanapa
Oktay Aslanapa (* 17. Dezember 1914 in Kütahya; † 1. April 2013 in Istanbul) war ein türkischer Kunsthistoriker auf dem Gebiet der islamischen Kunst.
Nach einer Prüfung des türkischen Bildungsministeriums bekam Aslanapa die Erlaubnis, nach Deutschland zu gehen, wo er Student der Philipps-Universität Marburg wurde.
1943 reiste er mit seinem Lehrer, dem österreichischen Kunsthistoriker Ernst Diez, in die Türkei. 1948 wurde er mit seiner Arbeit „Osmanli Devrinde Kütahya Cinileri“ (etwa: „Fliesen aus Kütahya in der osmanischen Zeit“) promoviert. Aslanapa erforschte seine Heimatstadt Kütahya und organisierte viele archäologische Arbeiten, die unter Beteiligung seiner Schüler stattfanden.
Er war Mitglied des Deutschen Archäologischen Instituts. Er starb 2013 im Alter von 98 Jahren.